# Оренбурзька духовна семінарія
Оренбурзька духовна семінарія —  вищий духовний навчальний заклад Оренбурзької єпархії Російської православної церкви. Здійснює підготовку, перепідготовку та підвищення кваліфікації священнослужителів, церковнослужителів, а також інших працівників Російської православної церкви та інших Помісних православних церков .

## Історія
Духовна семінарія під назвою «Оренбурзька» до 1865 року існувала в Уфі . При поділі в 1859 році Оренбурзької єпархії з кафедрою в Уфі — на Оренбурзьку і Уфимську, семінарія в Уфі стала іменуватися Уфимською, в Оренбурзі, в 1860 році було відкрито духовне училище.
З цього часу правлячими оренбурзькими єпископами Антонієм , Варлаамом і Митрофаном, а також оренбурзьким генерал-губернатором Н. А. Крижанівським  підіймалося питання про відкриття в Оренбурзі духовної семінарії.
Схвалення від Синоду було отримане в 1870 році; проект семінарських будівель на 200 місць був підготовлений до 30 квітня 1876 року; нарешті, 26 квітня 1878 року вийшов указ Св. Синоду «про будівництво в Оренбурзі будівлі для семінарії». У кінці березня 1879 року було затверджено підряд на будівництво з оренбурзьким купцем Бєловим, за яким він зобов'язався за 28334 руб. 10 коп. виконати будівництво споруд для семінарії до 15 жовтня 1880 року. Закладка будівлі відбулася 2 вересня 1879 року. Однак через велику пожежу, яка сталася в цьому ж році, терміни закінчення будівництва були скориговані  ; будівництво було завершене лише напочатку 1883 року, але відкриття Синод відклав до 16 серпня 1884 року; 26 серпня був освячений прибудинковий храм семінарії.
П. Столпянський писав:
Духовна семінарія — величезна красива будівля містить в собі масу житлових та ін. приміщень світлих, високих, забезпечена всіма пристосуваннями з гігієнічної частини і обгороджена кам'яною із залізними ґратами огорожею, яка поміщає в собі площу більше 8400 кв. саж. землі на найвищому і найкращому в місті місці. Краєвиди з вікон будівлі на всі боки разюче гарні
У перший рік було відкрито один клас, в який був прийнятий 41 учень. Поряд зі звичайними для семінарій предметами в оренбурзькій було запропоновано ввести вивчення татарської та арабської мов, викриття розколу і історію мусульманства. Також в семінарії викладали бджільництво. У 1889 році в 5 - 6 класах було введене викладання спеціального курсу з вивчення розколу: учні знайомилися з історією розколу взагалі і історією розколу на Оренбуржчині. Зокрема, давалися відомості про секти в Оренбурзькій єпархії: духоборів, молоканів, штундистів і баптистів .
Семінарія був закрита в 1919 році .
Нині семінарія відроджена рішенням Священного Синоду від 27 травня 2009 року  .

## Ректори
- протоієрей Федір Олексійович Дмитровський (1883-1911)
- протоієрей Йосип Кречетовіч (1911-1915)
- архімандрит Варлаам Новгородський (1915-1919)
- ієромонах Алексій (Антипов) (27 травня 2009 - 26 січня 2012)
- митрополит Валентин Міщук (26 грудня 2012 - 23 жовтня 2014 року)
- ігумен Никодим Шушмарченко [3] (23 жовтня 2014 - 28 грудня 2017)
- митрополит Веніамін Зарицький тимчас. / кер. (з 28 грудня 2017 року [4] )